# 普雷里鎮區 (阿肯色州富蘭克林縣)
普雷里鎮區（英語：Prairie Township）是位於美國阿肯色州富蘭克林縣的一個行政鎮區。

## 地方資料
普雷里鎮區的面積為126.11平方千米，當中陸地面積為125.09平方千米，而水域面積為1.02平方千米。根據2010年美國人口普查的數據，當地共有人口3132人，而人口密度為每平方千米24.84人。